# Régimen cambiario
El régimen cambiario es un conjunto de políticas adoptadas por un país en cuanto al valor de la moneda. Se distinguen tres tipos de regímenes cambiarios de acuerdo con su flexibilidad: tipo de cambio fijo, bandas de fluctuación y tipos de cambio móviles. Las políticas mencionadas se implementan a través de los bancos centrales.
El concepto no es aplicable a países que no poseen una moneda propia, como por ejemplo Ecuador, Zimbabue o la Ciudad del Vaticano. En la Unión Europea, los países miembros no tienen la facultad de modificar individualmente el régimen cambiario, que es administrado regionalmente por el Banco Central Europeo (BCE).

## Tipos de regímenes cambiarios

### Sin una moneda nacional de curso legal
Situación en que la única moneda de curso legal es de otro país, o el país miembro perteneciente a una unión monetaria. En este régimen el país renuncia al control monetario, ya que las autoridades   monetarias nacionales son excluidas a la hora de tomar decisiones respecto a políticas monetarias independientes.

### Caja de conversión
En la caja de conversión el régimen cambiario está basado en un compromiso legislativo por el cual se debe cambiar la moneda nacional por una extranjera específica a un tipo de cambio determinado. Para tal efecto, las autoridades emisoras aceptan ciertas restricciones que permitan cumplir con su obligación legal. Esto implica que sólo se emitirá moneda nacional respaldada por moneda extranjera y que estará totalmente respaldada por activos externos, lo que elimina las funciones tradicionales del banco central, como la de control monetario y la de prestamista de última instancia, y deja poco margen de maniobra para aplicar una política monetaria discrecional. De igual manera se puede tener un cierto grado de maniobra de acuerdo a la rigidez del conjunto de normas que rijan la caja de conversión.

### Otros de tipo de cambio fijo
En un régimen de cambio fijo o convertible el país vincula su moneda (de manera formal o de facto), a un tipo de cambio fijo, a una moneda importante o una Canasta de monedas; el valor ponderado se determina teniendo en cuenta el valor de las monedas de los principales socios comerciales o financieros. En un régimen de tipo de cambio fijo, el tipo de cambio fluctúa dentro de un margen de menos de +/-1% en torno a un tipo central formal o de facto. La autoridad monetaria está dispuesta a mantener el tipo de cambio fijo mediante la intervención, lo que limita el grado de discrecionalidad de la política monetaria; no obstante el grado de flexibilidad de la política monetaria es mayor que en un régimen de caja de conversión o en las uniones monetarias, ya que el banco central aún puede cumplir con sus funciones tradicionales, aunque con alcance limitado, y la autoridad monetaria puede ajustar el nivel del tipo de cambio, aunque con poca frecuencia.

### Tipos de cambio fijo dentro de bandas horizontales
En estos regímenes, la moneda se mantiene dentro de ciertos márgenes de fluctuación de por lo menos +/- 1% en torno a un tipo de cambio central fijo o de facto. Incluye también a los países que participan en el mecanismo de tipos de cambio (MTC) del sistema monetario europeo (MTC II). El grado de discrecionalidad de la política monetaria depende de la amplitud de la banda.

### Tipos de cambio móviles
En este caso, la moneda es objeto de ajustes periódicos de pequeña magnitud, a una tasa fija o en respuesta a cambios de determinados indicadores cuantitativos. La tasa de fluctuación del tipo de cambio puede fijarse teniendo en mira generar variaciones del valor de la moneda ajustadas por la inflación (“retrospectiva”) o puede establecerse una tasa preanunciada menor que los diferenciales de la inflación proyectada (“prospectiva”). Para mantener este tipo de cambio flexible se imponen restricciones a la política monetaria al igual que lo que ocurre en un sistema de tipo de cambio fijo.

### Tipos de cambio dentro de bandas de fluctuación
La moneda se mantiene dentro de ciertos márgenes de fluctuación de por lo menos +/- 1% en torno a una tasa de cambio central ajustado periódicamente a una tasa fija o en respuestas a cambios de determinados indicadores cuantitativos. El grado de flexibilidad del tipo cambiario depende de la amplitud de la banda; pueden adoptarse bandas simétricas en torno a un tipo central móvil o bandas que se amplíen gradualmente con una banda de fluctuación asimétrica de las bandas superior e inferior (en este último caso, no hay un tipo de cambio central preanunciado). Para mantener el tipo de cambios dentro de la banda existen limitaciones de la política monetaria, y a su vez su grado de independencia depende de la amplitud de la banda.

### Flotación dirigida sin una trayectoria preanunciada del tipo de cambio
La autoridad monetaria interviene activamente en el mercado cambiario para determinar el tipo de cambio sin comprometerse con una trayectoria preanunciada. Los indicadores utilizados para regular este tipo de cambio son, en general, de carácter discrecional –incluyen, por ejemplo, el saldo de la balanza de pagos, las reservas internacionales y la evolución del mercado paralelo- y los ajustes pueden no ser automáticos.

### Flotación independiente
En este tipo de régimen la tasa de cambio está determinada por el mercado a través del juego de oferta y demanda. La intervención sólo tiene por objetivo moderar la tasa de variación y evitar fluctuaciones excesivas del tipo de cambio, pero no establecer su nivel. En principio, la política monetaria en estos regímenes es independiente de la política cambiaria.

## Marco de política cambiaria

### Uso del tipo de cambio como ancla
La autoridad cambiaria está dispuesta a comprar y vender divisas a determinadas cotizaciones para mantener el valor de la moneda al nivel establecido. Estos regímenes abarcan los regímenes de tipo de cambio en los que no existe una moneda de curso legal, las cajas de conversión, los tipos de cambios fijos con y sin bandas y los tipos de bandas móviles con y sin bandas, cuando la tasa de fluctuación es prospectiva.

### Uso de un agregado monetario como ancla
La autoridad monetaria utiliza sus instrumentos para lograr la tasa de crecimiento fijada como meta para un agregado monetario y el agregado monetario fijado como meta se convierte en el ancla nominal o el objetivo intermedio de la política monetaria.

### Marco basado en la adopción de objetivos directos de inflación
Este marco requiere del anuncio público de metas numéricas a mediano plazo para la inflación y el compromiso institucional de la autoridad monetaria de alcanzar esas metas. También se pueden incluir una mayor comunicación con el público y el mercado sobre los planes y los objetivos de las autoridades encargadas de la política monetaria y una mayor responsabilidad del banco central por la consecución de sus objetivos de inflación. El pronóstico de inflación actúa (implícita o explícitamente) como objetivo intermedio de la política monetaria,

### Otros marcos
Corresponde a aquellos países que no han establecido un ancla nominal y que siguen la evolución de un conjunto de diversos indicadores en la gestión de su política monetaria. También se incluyen a los países de los que no se tiene una información exacta.